# Aeropuerto de Sandefjord-Torp
El Aeropuerto de Sandfjord-Torp (en noruego: Sandefjord lufthavn, Torp) (IATA: TRF, OACI: ENTO) es un aeropuerto internacional situado 7 km al noroeste de Sandefjord, Noruega y 110 km al sur de Oslo. Se utiliza como aeropuerto regional para la provincia de Vestfold y como aeropuerto de bajo coste para el este de Noruega. Widerøe y Norwegian Air Shuttle tienen bases aquí, ofreciendo tanto destinos nacionales como internacionales. También lo utilizan para vuelos programados Ryanair, Wizz Air y KLM Cityhopper. En 2013 pasaron 1 851 181 pasajeros por Torp.
Este aeropuerto fue construido en gran parte con fondos de la OTAN, destinado a ser una de las bases aéreas de la Fuerza Aérea de los Estados Unidos en caso de guerra. Los trabajos se iniciaron en 1953 y fue inaugurado el 2 de julio de 1956. Para entonces el interés militar había disminuido, por lo que los vuelos civiles comenzaron en 1958 y en 1960 se destinó un sector a este tipo de vuelos. Vestfoldfly (hoy en día Norsk Air) empezó a operar al año siguiente. En 1985 tuvieron lugar los primeros vuelos internacionales y en 1992 los primeros vuelos chárter hacia los países mediterráneos. En 1997 se convirtió en un destino de Ryanair, que lo publicitó como el aeropuerto que presta servicio a Oslo.

## Aerolíneas y destinos
Widerøe es la única aerolínea con una base actualmente operativa en Torp. Esta aerolínea regional centra sus servicios en los vuelos de cabotaje con ciudades grandes, así como vuelos internacionales a Copenhague. KLM Cityhopper opera dos vuelos diarios de enlace con su base en Ámsterdam. Los restantes vuelos son de las compañías de bajo coste Ryanair, Wizz Air y Norwegian Air Shuttle, que ofrecen una gran variedad de destinos europeos.
| Aerolíneas                     | Destinos |
| ------------------------------ | --- |
| airBaltic                      | Copenhague (inicia 2 de abril de 2024) Estacional: Gran Canaria, Vilnius (inicia 29 de octubre de 2024)                       |
| KLM operado por KLM Cityhopper | Ámsterdam |
| Nextjet                        | Estocolmo-Arlanda |
| Norwegian Air Shuttle          | Alicante, Bergen, Las Palmas de Gran Canaria, Londres-Gatwick, Málaga Estacional: Antalya, Niza, Dubrovnik, Barcelona-El Prat |
| Ryanair                        | Liverpool, Málaga, Londres-Stansted Estacional: Alicante, Pisa, Split, Palma de Mallorca                                      |
| Widerøe                        | Bergen, Copenhague, Stavanger, Trondheim Estacional: Bodø, Tromsø, Harstad/Narvik                                             |
| Wizz Air                       | Bucarest-Henri Coandă, Gdańsk, Katowice, Lublin, Poznań, Riga, Szczecin-Goleniów, Tuzla, Vilna, Varsovia, Breslavia           |

## Instalaciones

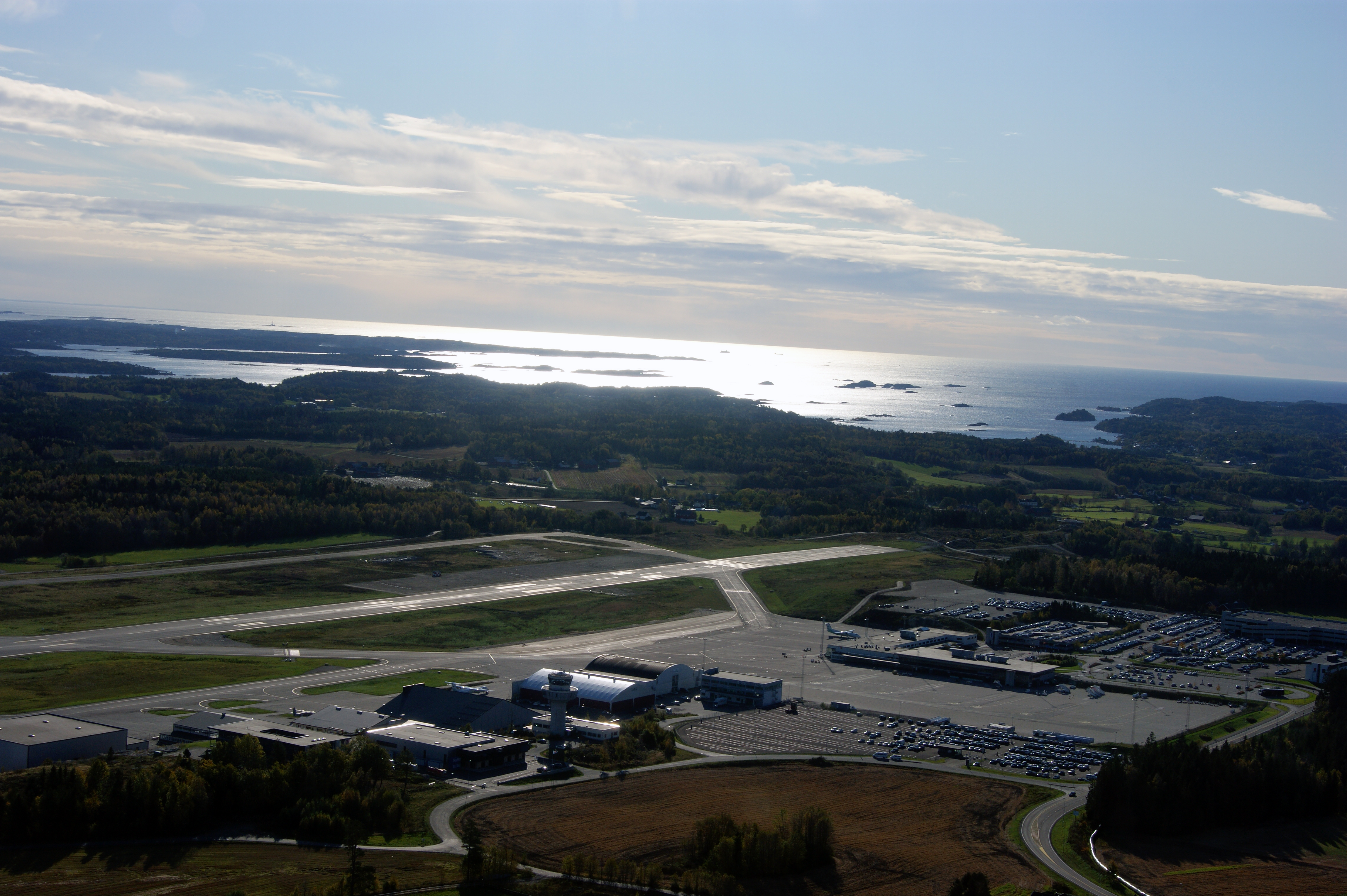
Vista del aeropuerto

La pista de aterrizaje tiene dirección norte-sur (18/36), mide 2989 m y está hecha de asfalto, excepto los 500 m del principio y del final que son de hormigón. Posee un ILS Categoría I en ambos extremos. Widerøe es el único servicio de asistencia en tierra a aeronaves del aeropuerto. Los servicios de la torre de control son realizados por Avinor.

### Mantenimiento
Widerøe posee sus mayores instalaciones de mantenimiento en Torp, prestando servicio a su flota de Dash 8 serie 100, 300 y 400. Helifly y Flyvedlikehold realizas labores de mantenimiento para helicópteros y aviones, mientras que Flyvedlikehold también se encarga de los motores y de suministrar accesorios para pilotos como auriculares, cascos, etc..

## Transporte terrestre

### Tren
La estación de Torp está situada en la línea de tren de Vestfold, a unos 3 km del aeropuerto, por la que pasan los trenes que van de Lillehammer a Skien pasando por Oslo y el Aeropuerto de Oslo. Los trenes pasan cada hora, con servicios adicionales en hora punta. El trayecto hasta Oslo dura 1 hora y 39 minutos, y hasta el aeropuerto de Oslo 2 horas y 17 minutos. Existe un servicio de lanzaderas de autobuses que tarda 4 minutos desde la estación hasta el aeropuerto. Estas lanzaderas salen desde el aeropuerto 10 minutos antes de la salida del tren. Los autobuses son operados por NSB y el precio está incluido en el billete del tren.

### Autobús
Torp Ekspressen es un servicio de autocares que conecta Oslo con todos los vuelos de Ryanair y Wizz Air del aeropuerto de Sandefjord. El trayecto dura 1 hora y 45 minutos. Telemarkekspressen ofrece rutas a la provincia de Telemark, incluyendo Skien, Porsgrunn, Ulefoss, Bø y Seljord. Sørlandsekspressen realiza trayectos entre una parada en la E18 (no en la terminal del aeropuerto) y Sørlandet, hasta Kristiansand. En invierno existen rutas ocasionales entre las estaciones de esquí de Gol, Geilo y Hemsedal.

### Coche
El aeropuerto de Sandefjord-Torp se encuentra a 3 km de la Ruta Europea E18, a 10 km de Sandefjord y a 110 km de Oslo. El aeropuerto tiene 460 plazas de aparcamiento cubiertas, 1720 al aire libre y 150 de corta estancia. Dispone también de servicio de taxis y de alquiler de coches.